# Weissia fallax
Weissia fallax là một loài Rêu trong họ Pottiaceae. Loài này được Sehlm. miêu tả khoa học đầu tiên năm 1820.